# Aleksandr Serebrov
Aleksandr Aleksandrovich Serebrov (em russo:  Александр Александрович Серебров; Moscou, 15 de fevereiro de 1944 — Moscou, 12 de novembro de 2013) foi um cosmonauta soviético, veterano de quatro missões espaciais do programa Soyuz.
Selecionado para o curso de cosmonauta na Cidade das Estrelas em 1 de dezembro de 1978, Serebrov foi ao espaço pela primeira vez na missão Soyuz T-7, em agosto de 1982, que levou na tripulação a cosmonauta Svetlana Savitskaya, a primeira soviética numa missão espacial desde o histórico voo de Valentina Tereshkova, em 1963. Em abril de 1983 voltou ao espaço na Soyuz T-8, uma missão fracassada de acoplamento com a Salyut 7 em órbita, que durou apenas dois dias.
Como piloto da Soyuz TM-8, realizou sua terceira missão espacial no programa Soyuz em setembro em 1989, desta vez à estação orbital Mir, onde ele e seu companheiro Aleksandr Viktorenko permaneceram 166 dias a bordo. Em julho de 1993, cumpriu sua quarta e última missão no espaço, permanecendo seis meses em órbita na estação orbital Mir, retornando à Terra em janeiro de 1994.
Um dos cosmonautas que mais tempo já passou no espaço, Serebrov foi condecorado como Herói da União Soviética, a maior comenda da extinta URSS.